# Orientalomys luoheensis
Orientalomys luoheensis is een fossiel knaagdier uit het geslacht Orientalomys dat gevonden is in het Vroeg-Pleistoceen van Houhecum in het district Dali van de provincie Shaanxi. Deze soort is bekend van drie bovenkiezen (eerste tot derde, M1, M2 en M3). Deze soort heeft vier wortels aan de eerste bovenkies (M1). De knobbel t0 is geïsoleerd, de t1 is duidelijk aanwezig, en de t7 is verdwenen. De M1 is 1,88 bij 1,32 mm, de M2 is 1,136 tot 1,32 mm en de M3 is 0,89 tot 0,92 mm. Deze soort behoort mogelijk tot het geslacht Chardinomys.